# Атинска Агора
Атинска Агора (пијаца) је данас атинска градска четврт и археолошки локалитет, са богатом збирком споменика и рушевина из различитих периода. У античком и римском периоду она је била центар древне Атине, у коме су се неколико стотина векова интензивно одвијале политичке, комерцијалне, административне и друштвене активности на овом простору Грчке.
Као верски, културни и друштвени центар и седиште правде, Агора је без прекида функционисала у свим периодима историје овог древног града почев од неолита до данашњих дана.
У овом подручју били су смештени судови, храмови и градски уреди, што је омогућавало да се на једном месту могу састајати атински трговци, обични грађани и власници штандова са градским политичарима, филозофима и државницима. Простором доминира Хефаистеион (Хафестов храм), из 5. века п. н. е, који је данас један од најбоље очуваних храмова из доба античке Грчке.
У величанственом Музеју Агоре изложени су артефакти из свакодневног живота старих Грка. Музеј се налази у Аталовој стои. Ова двоспратница из 2. века п. н. е. обновљена је захваљујући Америчкој археолошкој школи и данас се сматра претечом савремених трговачких центара јер су се у њој налазиле 42 засебне продавнице.

## Историја
Као стамбени и гробни простор локација на простору данашње Атине на коме је настала античка Агоре коришћена је почев од касног неолитског периода, око 3000 године п. н. е, на шта указују бројни откривени артефакти од керамике, камена, костију али и бронзе. Овај простор је мењао своју намену све до почетка 6. века, када је у време Солона, античка Агора постала јавна површина.
Агора је у античком периоду била срце древне Атине, фокус политичких, комерцијалних, административних и друштвених активности, верски и културни центар града и седиште правде.
Средином 6. века п. н. е. започета је изградња првих јавни зграда и споменика (Југоисточне фонтане, Алтара дванаест богова). Током тираније Пизистрата када је стварана нова демократије (508/7. године п. н. е.) изграђени су Стари Метроон (на месту каснијег новог Метроона), постављен Агорски камен и могуће је да је тада изграђена Краљевска стоа.
Након протеривања Персијанаца (480/79. године п. н. е.) приступило се обнови града, али и грађевина у Агори, које су поправљене, а још много од њих које су изграђене у 5. и 4. веку прилагођене су атинској демократији на њеној висини. Поикилова стоа, Толос, Нови Метроон, Зевсова стоа Хефестов храм, Јужна стоа l и ll , Ковница новца изграђени су на перифероји Агоре а у центалном делу изграђени је јвелики трг, као и фонтане, храмови и продавнице.
Након серије обнова и ремоделовања Агора је свој коначни правоугаони облик добила у 2. веку п. н. е. Обимне грађевинске активности у атинској Агори извели су након озбиљних оштећења која је она претрпеле од стране Персијанца 480—479. години п. н. е, Римљани у 89 године и Херула 267, године, да би након слованске инвазије 580, године она постепено напуштена.
Агора је била ван бројних функција од византијског периода па све до 1834. године, када је Атина постала главни град независне грчке државе. Тада се атинска Агора поново развила, али овога пута као стамбена четврт..

### Историјски оквири у античком грађевинарству у којима је настала Агора
Хиподам је први схватио да је изглед града одраз његове културе и његовог политичког система, и да су они у непрекидном међусобном садејству. Тврдио је да урбанистичко планирање не сме имати само непосредни практични циљ, већ и визију будућег развоја града на свим пољима. На тај је начин Хиподам отворио пут теоретским разматрањима проблематике града и његових урбаних целина.
Такође су и многи филозофи класичног Грчког периода бавитли моделом идеалног града, како на друштвенополитичком плану, тако и на плану организације простора и живота у њему. Платон у Законима исцрпно описује начин на који треба планирати град, док Аристотел у Политици заступа идеју динамичког града у којме су неопходна стална прилагођавања његових појединачним делова како би се што боље уклопили у јединствену целину. Хипократ бавио конкретним проблемима климе, воде и земљишта, и истраживао је утицај положаја града и оријентације улица на здравље његових становника, а Ксенофонт је сматрао да у свим аспектима живота, па тако и у обликовању града, требају бити присутни ред и лепота.
Неке од ових идеја проналазе своју примену и у пракси на простору Атине. У класичном и раном хеленистичком периоду у Атини као и у многим градовима донети су нови, још строжи закони и правила који су се односили на изградњу и одржавање улица, тргова и градских зидина, али и на ред и понашање у граду.
У таквим условима живот Атине обогаћује се поред светилишта и изградњом бројних јавних садржаја као што су пијаца (Агора), вежбалишта, позоришта и Одеон, купалишта, гимназија, а све се већа пажња придаје зеленим површинама. Тежња за монументалним и лепим изгледом више није присутна само на агори и Акропољу, она се помало шири на читав град, па и на изглед породичних кућа.
Кључни тренутак у настанку грчког града Атине свакако је појава заједничког трга или агоре. Агора је од почетка за Атињане била место на којем су се људи окупљали како би разговарали, расправљали и трговали. То је било средиште друштвеног живота града и место на којем су се решавали проблеми који су надилазили појединачне интересе грађана. Тако је у већини најстаријих градова древне Грчке дошло до раздвајања простора световне од оних религијске намене, што ће. Вековима касније постати о остати посебност грчке културе током читавог њеног трајања.
У првим деценијама постојања агора се налазила у средишту града и била је неправилног, аморфног облика, и окружена јавним зградама. Касније она постаје правилан правоугаони простор који се гради као засебна, пажљиво планирана архитектонска целина најчешће окружена тремовима, стоама, под које су се људи могли склонити од кише или јаког сунца.
Уз агору се налазио и пританеј, седиште владе, који је задржао нека од обележја краљевске палате у којој су се чували важни градски документи, и булеутериј, градска већница - велика грађевина која је изгледом наликовала на античко позориште покривено кровом. Тако су на једном месту биле обједињене и све управљачке институције Атине.

### Археолошка истраживања
Прва археолошка ископавања Агоре обавило је Грчко археолошко друштво у периоду 1859—1912. године, док је немачки археолошки институт у периоду 1896—1897. и 1890—1891, након обимнијих ископавања на простору Атина—железничка станица Пиреј резултовало откривањем бројних остатака древних зграда.
Ископавања атинске Агоре пронашли су да се она простирала на око тридесет хектара на земљишту северозападно од Акрополиса. Материјал који је ископан из свих је историјских периода, од касног неолита до данашњих дана, расветлио је 5.000 година стару историју Атине. Подручје је било окупирано много пре него што је постало градски центар Атине. Током касног бронзаног доба коришћено је као гробље, на коме је пронађено око 50 гробница, које датирају од 1600. до 1100. године п. н. е. То су углавном мање гробнице, са више покојника. Употреба овог простора као гробља престала је у току гвозденог доба (1100—700. године п. н. е.) из кога је пронађено више од 80 гробова, сахрана и кремација. Неколико десетина пронађених бунара упућује на постојање кућа и указује на то да је подручје коришћено и за становање.
Године 1931. Америчка школа за класичне студије археологије започела је систематска ископавања на простору Агоре уз финансијску подршку Ј. Рокефеллера и иста наставила све до почетка рата 1941.
Радови су настављени по окончању Другог светског рата 1945. године, када је откривено читаво подручје Агоре, због којег је било неопходно срушити око 400 модерних објеката који су покривали укупну површину од 12 хектара.
У 19. веку грчке археолошко друштво обновило је четири колосалне фигуре Гиантса и Тритона на фасади гимназије.
У периоду од 1953—1956. године реконструисан је Стоа Атало која је постала музеј. У истом периоду Америчка археолошка школа обновила је византијску цркву Агои Апостолои, изграђену око 1000. године.
Између 1972. и 1975. године извршена је обнова и конзервација Хефестовог храма (Хефаистеиона); подручје храма је очишћено од вегетације, а кров храма поправљен је 1978. године од стране грчке археолошке службе.

## Преглед објеката
1. Перистилско двориште
2. Ковница новца
3. Енеакроунос
4. Јужна стоа l и јужна стоа ll
5. Хелиаиа
6. Стратегије
7. Колонос Агораиос
8. Толос
9. Агорски камен
10. Споменик истименим херојима
11. Стари Метроон
12. Нови Метроон
13. Хефестов храм (Хефестион)
14. Храм Аполона Патрооса
15. Зевсова стоа
16. Олтар Дванаест богова
17. Краљевска стоа
18. Храм Афродите Ураније
19. Хермесова стоа
20. Поикилова стоа